# Enrique Ramos y Ramos
Enrique Ramos y Ramos (Algarrobo, 1873 - Múnic, 1957) va ser un advocat i polític republicà espanyol.

## Biografia
Professor de Dret Romà a la Universitat Central de Madrid, amb la proclamació de la Segona República Espanyola inicia la seva carrera política presentant-se a les eleccions de 1931 per Acció Republicana obtenint un escó per la circumscripció de Màlaga. Després de la fundació d'Izquierda Republicana participarà, en representació d'aquesta nova formació política, en les eleccions de 1936 obtenint un escó per la circumscripció de Madrid.
Després de la victòria de Front Popular, va ser ministre de Treball, Sanitat i Previsió Social entre el 19 de febrer i el 13 de maig de 1936 data en què va passar a ocupar la cartera d'Hisenda fins a la constitució del primer govern de Francisco Largo Caballero el 4 de setembre, ja durant la Guerra Civil. Després de finalitzar la guerra es va exiliar als Estats Units.